# M-3SIIロケット
M-3SIIロケット（ミュー スリーエスツー ロケット）は、文部省宇宙科学研究所（ISAS、後に宇宙航空研究開発機構（JAXA）に統合）の人工衛星・探査機打ち上げ用の3段式固体燃料ロケット。
ISASと日産自動車宇宙航空事業部（現IHIエアロスペース）が共同で開発し、日産が製造した。1985年から1995年まで使用された。

## 概要

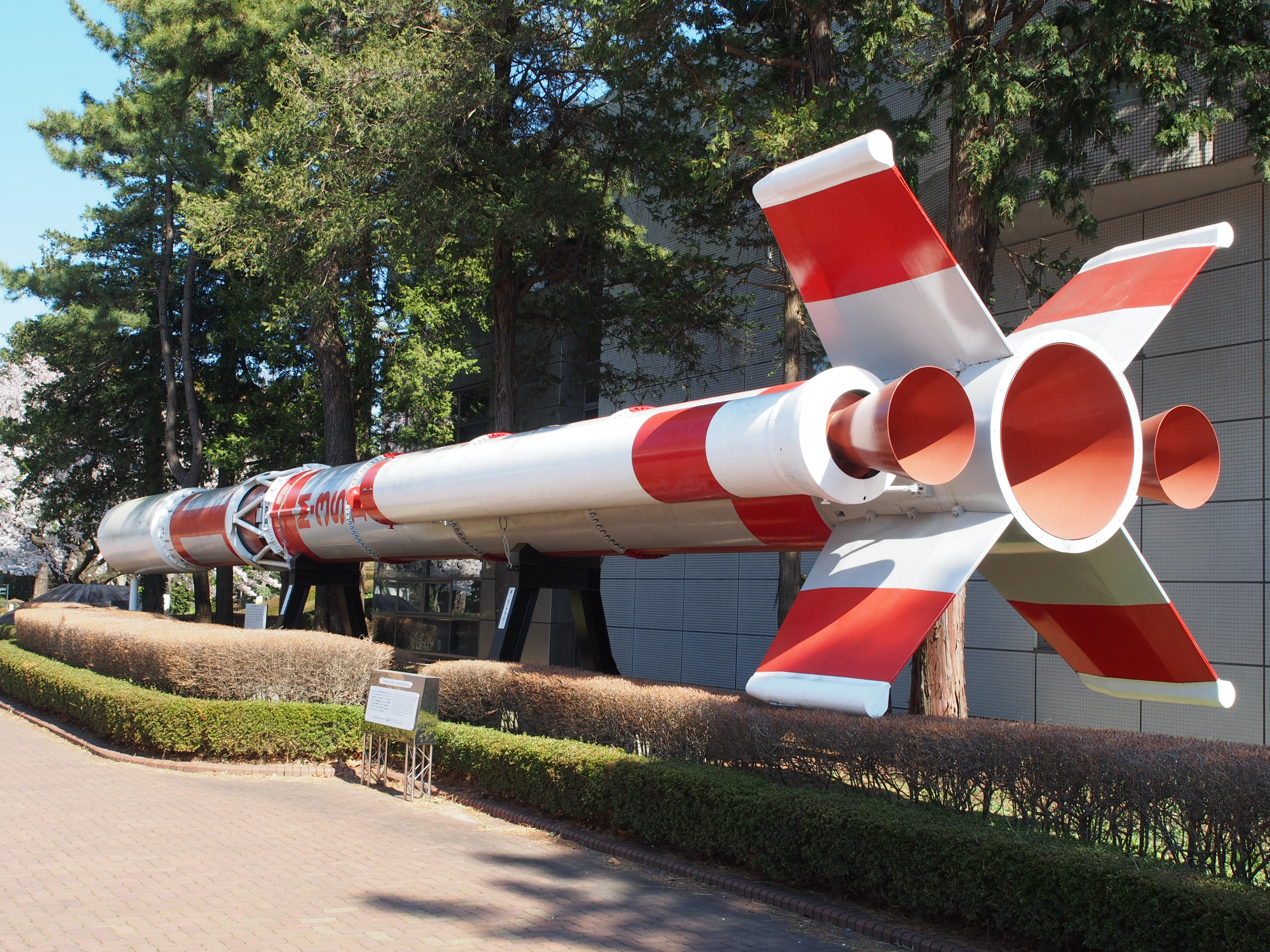
尾部（相模原キャンパス展示機）

M-3SIIは世界でも稀な、惑星間軌道へ探査機を投入できる全段固体燃料ロケットである。
1981年（昭和56年）に東京大学宇宙航空研究所が改組されて発足した宇宙科学研究所では、1986年（昭和61年）のハレー彗星大接近における国際共同調査を行うことを決定した。しかし、惑星間軌道に探査機を載せるには、地球の重力を離脱する速度（第二宇宙速度）が必要とされ、既存のM-3Sでは明らかに力不足であり、新たなロケット開発が急務であった。
第一段目のみM-3Sからの流用であるが、そのほかは全て新設計された。1985年（昭和60年）にさきがけとすいせいの打ち上げに成功し、1995年（平成7年）までに8回の打ち上げが行われ、うち1995年1月15日に打ち上げられたEXPRESS以外の、計7機の探査機と人工衛星の打ち上げに成功した。特にさきがけの打ち上げに際しては、当時の航空宇宙開発関係者にあった「全段固体燃料のロケットのみで、地球の重力圏を脱出することはほぼ不可能」という既成概念に対するISASの挑戦という意味合いも込められた打ち上げであった。そして打ち上げの成功により、M-3SIIは世界初の「燃焼の制御が困難である全段固体燃料ロケットによる地球重力圏の脱出」を成し遂げると共に、海外の航空宇宙開発関係者から注目されることとなる。
近年開発された大型ロケットには珍しく、海側に傾けたレールランチャーにより斜めに発射される。これは、無誘導方式（重力ターン方式#無誘導重力ターン）の飛行マニューバーに従い、積極的な誘導制御を行わず、誘導装置は、あらかじめランチャーによって設定された理想飛翔経路とのズレを補正するのみである事による。次世代のM-Vロケットも、ランチャーによる斜め打ち上げであるが、これはロケットの打ち上げに失敗した場合、いち早く海側に投げ落とすことで発射台の被害を最小限に抑えるためである。
1996年（平成8年）2月21日に打ち上げられたJ-IロケットにはM-3SIIの第二段、第三段が流用されている。
大型の補助ブースタSB-735（ラムダ4Sの第一段目を改良）、第一段目・第二段目より太いハンマーヘッド型ノーズフェアリングに代表される独特の外観と、華々しい打ち上げ実績、後述されている痛快なエピソード（スパイクノーズの件や第1段の直径1.4m制約の件など）とが相まって、今でもファンが多い。

## 仕様
括弧内は参考としてM-3Sのもの。
- 全長 - 27.8m（23.8m）
- 直径 - 1.41m（1.41m）
- 重量 - 61t（48.7t）
- 低軌道打ち上げ能力 - 770kg（300kg）

公称性能諸元一覧
|                      | 段数(Stage)    | 第1段          | 第1段          | 補助ブースタ | 第2段          | 第3段            | キックステージ (オプション) | キックステージ (オプション) | キックステージ (オプション) |
| -------------------- | -------------- | -------------- | -------------- | ------------ | -------------- | ---------------- | --------------------------- | --------------------------- | --------------------------- |
| 諸元                 | 全長           | 27.8m          | 27.8m          | 27.8m        | 13.1m          | 4.67m            | 1.98m                       | 1.98m                       | 1.98m                       |
| 諸元                 | 代表径         | 1.41m          | 1.41m          | 0.735m       | 1.41m          | 1.5m             | 0.79m                       | 0.63m                       | 0.79m                       |
| 諸元                 | 各段点火時質量 | 62.2t          | 62.2t          | 62.2t        | 17.2t          | 4.21t            | 0.61t                       | 0.61t                       | 0.61t                       |
| 固体 ロケット モータ | モータ名称     | M-131,2        | M-133-         | SB-735       | M-23           | M-3B             | KM-P                        | KM-D                        | KM-M                        |
| 固体 ロケット モータ | 全長           | 13.28m         | 13.28m         | 7.15m        | 4.82m          | 1.64m            | 0.80m                       | 0.63m                       | 0.79m                       |
| 固体 ロケット モータ | ケース材料     | HT-200 HT-140N | HT-210 HT-140N | HT-140N      | HT-210 HT-140N | Ti-6Al・4V (α+β) | Ti-6Al・4V (α+β)            | Ti-15V・3Al・3Cr・3Sn       | CFRP FW                     |
| 固体 ロケット モータ | 推進薬         | BP-30B         | BP-30B         | BP-30B       | BP-106J        | BP-106J          | BP-106J                     | BP-110J                     | BP-110J                     |
| 固体 ロケット モータ | モータ質量     | 32.5t          | 32.1t          | 4.86t        | 11.60t         | 3.58t            | 0.461t                      | 0.287t                      | 0.524t                      |
| 固体 ロケット モータ | 推進薬重量     | 27.06t         | 27.06t         | 4.02t        | 10.40t         | 3.28t            | 0.418t                      | 0.280t                      | 0.505t                      |
| 固体 ロケット モータ | 比推力         | 240sec*        | 240sec*        | 232sec*      | 287sec         | 294sec           | 287sec                      | 294sec                      | 293sec                      |
| 固体 ロケット モータ | 平均推力       | 1,117kN*       | 1,117kN*       | 296kN*       | 517kN          | 132kN            | 32.2kN                      | 17.6kN                      | 32.3kN                      |
| 固体 ロケット モータ | 有効燃焼時間   | 56sec          | 56sec          | 31sec        | 55sec          | 71sec            | 36.3sec                     |                             |                             |

*海面上でのもの
なお、補助ブースタの頭頂部に、キノコ状の突起が付いている。これは「さきがけ」打ち上げ直前に第一段目の能力不足が判明したため、超音速飛翔時の衝撃波を緩和し、空力的改善により打ち上げ能力を確保するために急遽付加されたスパイクノーズである。このスパイクノーズの採用により、惑星間軌道投入能力が2kgほど向上している。ちなみに、当時の宇宙研の状況からこの能力不足を公表すると問題となる恐れがあったため、記者会見でこのスパイクノーズの役割を説明するよう求められた際「どうですか、格好いいでしょう」と返答したエピソードがある。
また、オプションとして、最上段に、惑星間軌道投入用キックモータ「KM-P」（「さきがけ」、「すいせい」に使用）や、伸展ノズルを採用した準極軌道投入用キックモータ「KM-D」（「あけぼの」に使用）、月軌道投入用キックモータ 「KM-M」（「ひてん」「EXPRESS」に使用）を付加できる。この場合、構成は4段式ロケットとなる。
科学技術的な事情ではなく、過去の政治的経緯により、M-3SIIまでの宇宙科学研究所のロケットは、「第1段目の直径が1.4m」と言う制約が課されていた。しかし、「第1段目の直径が1.4m」と言う制約を遵守しながら、大型の補助ブースタを付加した上で、直径1.5mの第三段目を搭載し、かつ直径1.6mのフェアリングを被せたM-3SIIの姿を見て「これは詐欺だ!」と叫んだ官僚が居ると伝えられている（実際、ロケット開発者のうち何人かが、文部省に状況説明を行っている）。そして、ISASの第4世代・第5世代のロケット計画である「Absolute」計画によると、第5世代のロケットとなるM-3SIIの改良型（計画段階でのM-Vに他ならない）は、第1段の直径は1.4mながら、大型の補助ブースタを多数付加し、第2段目以降の直径は1.4mを大幅に越える事となっていた。

## 8号機の打ち上げ失敗
第8号機の地球再突入実験機「EXPRESS」は、予定の軌道投入に失敗した。8号機のノーズフェアリング内重量は、カタログ上の低軌道打ち上げ能力ギリギリであるEXPRESSの重量765kgにキックモーターKM-Mが上乗せされるという過去に経験したことのないものであった。しかも、飛翔マニューバーは、前例の少ない「第三段を軌道上に乗せず、海上に落とす」ものであった。
M-3SIIの第3段とキックモーターは無誘導であるため、キックモーターの使用は「無誘導に無誘導を重ねる」事となり、軌道誤差が大きくなる。そこでM-3SII 7号機まででは、第3段までで最低限の地球周回軌道成立を保証し、キックモーターで軌道成立後の追加加速を行うように飛翔マニューバーを設計していた。このマニューバーでは、キックモーター燃焼後に時間を掛けて衛星側のスラスタで軌道誤差を修正すれば予定軌道投入に対するロバスト性を確保できる（実際「ひてん」では第3段とキックモーターの製造バラツキに起因する軌道誤差のため、軌道投入後、運用計画自体が大変更されている）。しかし、8号機では、後述するように近地点がぎりぎりの軌道であるにもかかわらず、第3段とキックモーターを重ねてダイレクトに軌道投入する予定であった。よって、8号機の飛翔にあたっては、軌道設計の面で余裕が無く、不測の事態が発生した際のロバスト性が確保されていない事が懸念されていた。
軌道設計面におけるロバスト性のみならず、8号機はノーズフェアリング内重量と地上との風との兼ね合いにより、M-3SIIの飛翔制御能力におけるロバスト性も確保されていなかった。8号機は、順調に飛翔したとしても、飛翔中にロケットが風に流された結果、第1段のTVC燃料が尽きて第1段の燃焼後半が無誘導状態となり、この飛翔誤差を第2段のTVCを限界まで駆使することにより修正する事態すら予定されていた。つまり、不測の事態が発生しなくとも、第1段と第2段のTVCの燃料はそれぞれギリギリであったと言える。このようにISAS側では、「8号機は、軌道設計の見地からも、飛翔制御の見地からも「不測の事態」が許されず、何もかもが余裕の無い飛翔マニューバーである」ことが事前に解っており、危惧の声があった。
しかし8号機は文部省と通産省との共同プロジェクトであるため、強引に押し切られてしまった。そのような危惧のもとで打ち上げられた8号機では、あまりに重いノーズフェアリング内重量のため、第2段目と第3段目の結合部を中心に機体が予期しない震動を起こし、この震動を制御するために噴射した第2段誘導装置のTVCの噴射間隔（噴射間隔は固定であり可変できなかった）と震動周期が偶然共振した。このため震動を制御できないまま第2段燃焼中にTVCの燃料が尽きて一時的に第2段が無誘導状態となってしまった。その結果、衛星の近地点高度が計画値より約100km程低下した。
一般に衛星軌道が成立するためには最低でも約 200km程度の高度が必要である。元々EXPRESSで予定されていた近地点高度は 210 kmというぎりぎりの計画であったが、打ち上げ後にEXPRESSの電波の受信に成功したことから衛星軌道は成立したと考えられた。しかし2周目の電波は確認できなかったことから、EXPRESSは地球を2、3周したのち太平洋に落下したとISASは予想した。機体は10ヶ月後にガーナで発見され、大気圏再突入は成功が確認されたが、一方でEXPRESSがどのような軌道を辿ったかについては謎を残した。

## 打ち上げ実績
| 名称  | 打上げ年月日 （日本時間） | 成否 | 積荷                | 重量（kg） | 軌道     | 備考                 |
| ----- | ------------------------- | ---- | ------------------- | ---------- | -------- | -------------------- |
| 1号機 | 1985年1月8日 4時26分      | 成功 | さきがけ (MS-T5)    | 138        | 太陽周回 | ハレー彗星探査試験機 |
| 2号機 | 1985年8月19日 8時33分     | 成功 | すいせい (PLANET-A) | 140        | 太陽周回 | ハレー彗星探査機     |
| 3号機 | 1987年2月5日 15時30分     | 成功 | ぎんが (ASTRO-C)    | 420        | 略円     | X線天文衛星          |
| 4号機 | 1989年2月22日 8時30分     | 成功 | あけぼの (EXOS-D)   | 295        | 長楕円   | 磁気圏観測衛星       |
| 5号機 | 1990年1月24日 20時46分    | 成功 | ひてん (MUSES-A)    | 196        | 月遷移   | 工学実験衛星         |
| 6号機 | 1991年8月30日 11時00分    | 成功 | ようこう (SOLAR-A)  | 390        | 楕円     | 太陽観測衛星         |
| 7号機 | 1993年2月20日 11時00分    | 成功 | あすか (ASTRO-D)    | 420        | 略円     | X線天文衛星          |
| 8号機 | 1995年1月15日 22時45分    | 失敗 | EXPRESS             | 765        | 楕円     | 回収型衛星           |